# Oh My God (minialbum)
Oh My God – drugi japoński minialbum południowokoreańskiej grupy (G)I-dle, wydany 26 sierpnia 2020 roku przez wytwórnię Universal Music Japan. Płytę promowała japońska wersja singla „Oh My God”.

## Lista utworów
| CD | CD                               | CD                                        | CD                               | CD                       | CD      |
| Nr | Tytuł utworu                     | Tekst                                     | Kompozycja                       | Aranżacja                | Długość |
| -- | -------------------------------- | ----------------------------------------- | -------------------------------- | ------------------------ | ------- |
| 1. | „Oh My God” (Japanese version)   | Soyeon                                    | Soyeon, Yummy Tone               | Soyeon, Yummy Tone       | 3:15    |
| 2. | „Uh-Oh” (Japanese version)       | Soyeon                                    | Soyeon, June, MooF (153/Joombas) | June, MooF (153/Joombas) | 3:27    |
| 3. | „Senorita” (Japanese version)    | Soyeon                                    | Soyeon, Big Sancho               | Soyeon, Big Sancho       | 3:17    |
| 4. | „Tung-Tung (Empty)”              | Minnie, FCM Houdini, Soyeon, Mio Jorakuji | Houdini, Minnie                  | Houdini, Minnie          | 3:49    |
| 5. | „Dumdi Dumdi” (Japanese version) | Soyeon                                    | Soyeon, Pop Time                 | Soyeon, Pop Time         | 3:30    |

## Notowania
| Lista                              | Pozycja |
| ---------------------------------- | ------- |
| Japanese Albums (Oricon)           | 23      |
| Japan Hot Albums (Billboard Japan) | 25      |

## Sprzedaż
| Kraj    | Sprzedaż |
| ------- | -------- |
| Japonia | 4229     |